# St Ives (Cornovaglia)

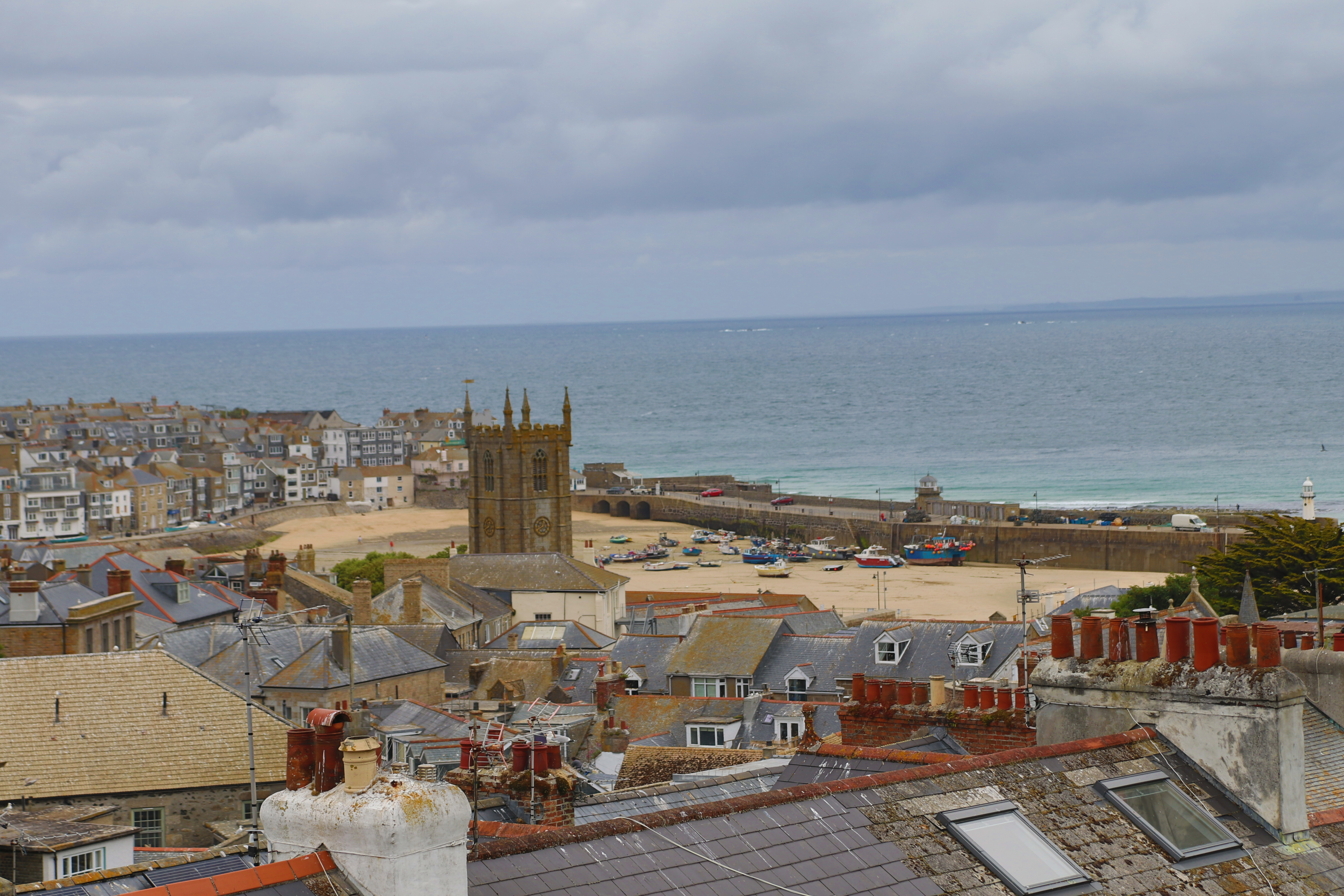
St Ives Cornwall

St Ives (in lingua cornica Porth Ia) è un paese di 11 165 abitanti della Cornovaglia, in Inghilterra, che si affaccia sull'omonima baia, al largo della quale si trova lo scoglio di Godrevy Island.
Nelle vicinanze di St Ives e di Zennor dovrebbe collocarsi lo sperduto paesino di Kilmore Cove, principale ambientazione della serie di romanzi di Ulysses Moore, scritta da Pierdomenico Baccalario.

## Amministrazione

### Gemellaggi
- Camaret-sur-Mer, Francia[senza fonte]